# Mount Field, Antarktis
Mount Field är ett berg i Antarktis. Det ligger i Östantarktis. Australien gör anspråk på området. Toppen på Mount Field är 3 030 meter över havet.
Terrängen runt Mount Field är varierad. Field ligger uppe på en höjd som går i nord-sydlig riktning. Mount Field är den högsta punkten i trakten. Trakten är obefolkad. Det finns inga samhällen i närheten. 